# Raymond de Cadoëne
Raymond de Cadoëne ou Cadoène (Cadoine), né peu avant 1346 et mort le 12 septembre 1416, est un ecclésiastique français, qui a été successivement grand prieur, puis abbé de l'abbaye de Cluny, sous le nom de Raymond II. Il est issu de la famille de Cadoine de Gabriac, implantée en Gévaudan.

## Biographie

### Origines
Raymond de Cadoëne est issu de la famille de Cadoine de Gabriac, noble famille chevaleresque du Gévaudan. Il naît peu avant 1346, peut-être à Gabriac (Gévaudan). Il est le fils du chevalier Bertrand, baron de Cadoène, et d'Isabelle de Lévis (Levy), fille de Philippe II, seigneur de Florensac.
Son neveu, Bertrand de Cadoene, bénédictin également, monte sur les trônes épiscopaux de Saint-Flour puis d'Uzès.

### Abbatiat
Il entre au monastère clunisien de Tornac (Gard) où il devient sacristain. L'abbé Jacques de Cozan le fait appeler à Cluny. Raymond devient prieur claustral, puis prieur majeur en 1377.
À la suite de la mort de l'abbé Jean de Damas-Cozan, il est élu le 11 septembre 1400, abbé de Cluny. La chartiste Wolfram Mallison indique que cette élection s'est faite sans influence extérieur. Il reçoit la bénédiction de l'évêque de Chalon, Olivier de Martreuil.
Raymond de Cadoëne meurt le 12 septembre 1416.